# Danzón
Der Danzón ist ein Tanz, der sich aus dem französischen Contredanse entwickelte, der seinerseits im 17. Jahrhundert aus dem englischen Country Dance hervorgegangen ist. Beim Aufstand gegen die französische Kolonialmacht 1791 auf Haiti flüchteten viele schwarze Landarbeiter auf die Nachbarinsel Kuba und brachten die Musik und ihre dazugehörigen Tänze mit (z. B. das Menuett, den Rigodón und die Lanzeros).

## Der Danzón in Kuba
Mitte des 19. Jahrhunderts entwickelte sich daraus die „Danza“, eine vornehme Salonmusik. Sie wurde in Charangas gespielt, die einem klassischen europäischen Orchester ähneln: Geigen, Bratschen, Celli, Kontrabass und Flöte. Die europäischen Pauken wurden durch die kreolischen Timbales ersetzt. Als weitere Rhythmushalter kamen der Güiro, ein ausgehöhlter Flaschenkürbis mit Kerben, auf dem hin- und hergeschrappt wird, und die Tumbadora hinzu (auch bekannt als Congas).
Eine stärker rhythmisierte Variante bildete sich gegen Ende des 19. Jahrhunderts im Danzón: 1879 erschien mit Las Alturas de Simpson von Miguel Failde der erste Danzón. Benannt hat ihn der Komponist nach dem Barrio Simpson in seiner Heimatstadt Matanzas. In die „orquestas danzoneras“ wurden in der Nachfolge zunehmend auch Piano, Klarinette, Trompete, Posaune, Ophikleide und das Bombardino (eine Art Euphonium/kleine Tuba) aufgenommen.
Die Bewegungen im Danzón sind ruhig, elegant und ausdrucksstark, ähnlich wie im Tango. Typisch für den Danzón ist seine Vierteilung im Rondo nach dem Schema AB-AC-AD-AE, wobei nach der Einleitung (A), die dann immer wieder als Refrain wiederholt wird, eine Ausweitung von bis zu drei verschiedenen Themen erfolgen kann (B-C-D), die bekannte Melodien aus Liedern, Hymnen, Opern zitieren und dann variieren, was den Danzón sehr vielseitig macht. Das Ende des Stückes gipfelt meistens in einem leicht beschleunigten und lebendigen Finale (E), dem Montuno.
Doch im Kuba der Kolonialzeit unterlag auch der Tanz der ethnischen Zugehörigkeit. Der Danzón war der weißen Oberschicht vorbehalten und in den exklusiven Privatclubs Havannas zu Hause. Erst Ende der zwanziger Jahre wurde er zunehmend auch von der schwarzen Bevölkerung aufgegriffen und zu einem mehr und mehr synkopierten Musikstil weiterentwickelt. Insbesondere nach der kubanischen Revolution hat der Danzón in Kuba zunehmend an Bedeutung verloren. Als letztes Orchester, das ihm treu blieb (und nicht wie die meisten anderen Anfang der 50er Jahre zum Cha-Cha-Cha umschwenkte), gilt das von Antonio María Romeu (1876–1955), das nach dessen Tod von seinem Sohn geleitet wurde und unter dem Namen seines langjährigen Sängers Barbarito Diez (1909–1995) auftrat.
Der bekannteste kubanische Danzón ist Almendra von Abelardo Validez. Conjuntos musicales cubanos der Gegenwart, die sich noch dem Danzón widmen, sind Orquesta Aragón und La Orquesta de Rodrigo Prats. Der Danzón gilt nicht nur offiziell als kubanischer Nationaltanz, sondern wurde im November 2013 von den kubanischen Behörden auch zum „Immateriellen Erbe der Nation“ erklärt.

## Der Danzón in Mexiko
Große Wertschätzung genießt der Danzón dagegen bis in die Gegenwart in Mexiko. Anfang des 20. Jahrhunderts gelangte er nach Yucatán und Veracruz, wohin kubanische Aussiedler zunehmend vor den Unruhen um die Unabhängigkeit von Spanien, dem Spanisch-Amerikanischen Krieg und der darauffolgenden Hegemonialherrschaft der USA flohen. 1920 erreichte der Danzón schließlich Mexiko-Stadt, wo der „Salón México“ gegründet wurde, der mit Abstand berühmteste Tanzsalon des Danzón.
Der Danzón wurde in Mexiko nicht nur begeistert aufgenommen, sondern von zahlreichen mexikanischen Komponisten, Arrangeuren und Orchestern weiterentwickelt. Das Saxophon fand Zugang in die Tanzorchester, die zu den populären Danzón-Tanzwettbewerben aufspielten. Der bekannteste mexikanische Danzón ist Nereidas von Amador Pérez Torres aus Oaxaca (siehe auch den Film Ustedes los ricos, 1948).
Die großen Zentren des Danzón liegen heute in Veracruz (im Barrio La Guaca, insbesondere zwischen Calle Manuel Doblado und 1° de Mayo) und Mexiko-Stadt (Salón México, Salón California, Salón Los Ángeles). Zahlreiche Filme und Theaterstücke zeugen von seiner Beliebtheit, die daher rührt, dass die Tanzpartner im Tanz die Zugehörigkeit zu ihrer jeweiligen sozialen Klasse überwinden konnten.
Auch im modernen Latin-Ska wird der Danzón in Mexiko gerne zitiert, zum Beispiel von der Gruppe Los de Abajo.